# Bas Nijhuis
Hendrikus Sebastiaan Nijhuis, plus connu sous le nom de Bas Nijhuis, est un arbitre international néerlandais de football né le 12 janvier 1977 à Enschede.

## Biographie
Fils d'arbitre, Bas Nijhuis commence à arbitrer à l'âge de 15 ans. Il arbitre pour la première fois en Eredivisie en mars 2005. Le 1er janvier 2007, il est nommé arbitre international.
Sur la scène internationale, il commence par arbitrer des matches de coupe Intertoto ainsi que de sélections de jeunes. Le 26 mars 2008, il arbitre son premier match international lors d'une rencontre entre la Belgique et le Maroc.
En juillet 2009, il est sélectionné par l'UEFA pour arbitrer le championnat d'Europe des moins de 19 ans en Ukraine, il dirige deux matches de poules ainsi que la demi-finale opposant l'Angleterre à la France. Cette même année, le 1er octobre 2009, il arbitre pour la première fois une rencontre de Ligue Europa lors d'un match opposant le Galatasaray au SK Sturm Graz.
En juillet 2011, il est sélectionné par la FIFA pour arbitrer la coupe du monde 2011 des moins de 17 ans au Mexique, il y dirige deux matches de poules. Le 13 octobre 2020 il arbitre la rencontre amicale entre le Mexique et l'Algérie ou il a été d'un niveau très faible, commettant plusieurs erreurs et perdant la maîtrise du match.
Auparavant, le 19 octobre 2011, il dirige pour la première fois un match de ligue des champions lors d'une rencontre opposant l'Olympiakos Le Pirée au Borussia Dortmund.

### Source
- (it) Cet article est partiellement ou en totalité issu de l’article de Wikipédia en italien intitulé « Bas Nijhuis » (voir la liste des auteurs).